# Copa Espírito Santo de Futebol
A Copa Espírito Santo de Futebol, oficialmente como Copa ES, é um torneio de futebol realizado anualmente no estado do Espírito Santo, Brasil. Em 2003, foi realizado a primeira edição do torneio, onde o Estrela do Norte se sagrou campeão com o Rio Branco sendo vice-campeão. Desde então, o torneio vem sido realizado anualmente, porém a edição de 2020 foi cancelada pela Federação de Futebol do Espírito Santo (FES), devido à pandemia de COVID-19, sendo a primeira vez desde a primeira edição em 2003. O campeão do torneio recebe uma vaga no Campeonato Brasileiro - Série D e o vice-campeão recebe uma vaga na Copa Verde do ano seguinte.
Em 2003, o torneio foi realizado com seis equipes, e com o sistema de pontos corridos parcial, com o Estrela do Norte sendo declarado o campeão da competição, depois de ter ficado em primeiro lugar no final do segundo turno. O Estrela do Norte foi então campeão das próximas duas edições, sendo contadas com apenas 4 e 7 equipes respectivamente. Desde então o torneio teve outros nove campeões diferentes. O torneio atualmente é disputado no sistema de grupos e eliminatórias.
Os times Real Noroeste e o Vitória-ES são os maiores vencedores dessa competição com quatro títulos cada, seguido atrás pelo Estrela do Norte com três títulos.

## Edições
Conquistou o título de forma invicta

## Performances

### Títulos por clube
| Clube                  | Títulos                           | Vices                                   |
| ---------------------- | --------------------------------- | --------------------------------------- |
| Vitória-ES             | 5 (2009, 2010, 2018, 2022 e 2025) | 3 (2004, 2019 e 2024)                   |
| Real Noroeste          | 4 (2011, 2013, 2014 e 2019)       | 2 (2010 e 2015)                         |
| Estrela do Norte       | 3 (2003, 2004 e 2005)             | 1 (2006)                                |
| Desportiva Ferroviária | 2 (2008 e 2012)                   | 1 (2011)                                |
| Rio Branco-ES          | 1 (2016)                          | 6 (2003, 2008, 2009, 2012, 2022 e 2023) |
| Espírito Santo         | 1 (2015)                          | 2 (2016 e 2017)                         |
| Atlético Itapemirim    | 1 (2017)                          | 2 (2014 e 2018)                         |
| Vilavelhense           | 1 (2006)                          | 1 (2007)                                |
| Jaguaré                | 1 (2007)                          | 1 (2005)                                |
| Porto Vitória          | 1 (2024)                          | 1 (2025)                                |
| Nova Venécia           | 1 (2021)                          | –                                       |
| Serra                  | 1 (2023)                          | –                                       |
| Cachoeiro              | –                                 | 1 (2013)                                |
| Aster Brasil           | –                                 | 1 (2021)                                |

### Títulos por cidade
Região Metropolitana de Vitória (11)
| Cidade     | Títulos | Clubes                                                                    |
| ---------- | ------- | ------------------------------------------------------------------------- |
| Vitória    | 8       | Espírito Santo (1), Porto Vitória (1), Rio Branco-ES (1) e Vitória-ES (5) |
| Cariacica  | 2       | Desportiva Ferroviária                                                    |
| Vila Velha | 1       | Vilavelhense                                                              |
| Serra      | 1       | Serra                                                                     |

Interior (10)
| Cidade                  | Títulos | Clubes              |
| ----------------------- | ------- | ------------------- |
| Águia Branca            | 4       | Real Noroeste       |
| Cachoeiro de Itapemirim | 3       | Estrela do Norte    |
| Itapemirim              | 1       | Atlético Itapemirim |
| Jaguaré                 | 1       | Jaguaré             |
| Nova Venécia            | 1       | Nova Venécia        |